# گمینا بیرچا
گمینا بیرچا (به لهستانی:  Gmina Bircza) یک گمینا در لهستان است که در شهرستان پژمشل واقع شده‌است. گمینا بیرچا ۲۵۴٫۴۹ کیلومتر مربع مساحت و ۶٬۷۴۶ نفر جمعیت دارد.